# Ron Leibman
Ron Leibman, született Ronald Leibman (New York, 1937. október 11. – New York, 2019. december 6.) Tony- és Emmy-díjas amerikai színész.

## Filmjei
Mozifilmek
- Where's Poppa? (1970)
- A nagy balfogás (The Hot Rock) (1972)
- Az ötös számú vágóhíd (Slaughterhouse-Five) (1972)
- Your Three Minutes Are Up (1973)
- The Super Cops (1974)
- Won Ton Ton, Hollywood megmentője (Won Ton Ton: The Dog Who Saved Hollywood) (1976)
- Norma Rae (1979)
- Zorro, a penge (Zorro: The Gay Blade) (1981)
- Vágta (Phar Lap) (1983)
- Romantikus komédia (Romantic Comedy) (1983)
- Énekes izompacsirta (Rhinestone) (1984)
- Az igazság 7 órája (Seven Hours To Judgment) (1988)
- Manhattanre leszáll az éj (Night Falls on Manhattan) (1996)
- A jegyüzér (Just the Ticket) (1998)
- Menekülés az életbe (Personal Velocity: Three Portraits) (2002)
- Bábu (Dummy) (2002)
- A szexfüggő (Auto Focus) (2002)
- A régi környék (Garden State) (2004)
- A Little Help (2010)

Tv-filmek, sorozatok
- Kaz (1978–1979, 23 epizódban)
- Boldog Karácsonyt, Mrs. Kingsley! (Christmas Eve) (1986, tv-film)
- Gyilkos sorok (Murder, She Wrote) (1990, 1992, két epizódban)
- Pacific Station (1991–1992, 13 epizódban)
- Central Park West (1995–1996, 21 epizódban)
- Esküdt ellenségek (Law & Order) (1995, 2000, két epizódban)
- Jóbarátok (Friends) (1996–2004, négy epizódban)
- Holding the Baby (1998–2002, 13 epizódban)
- Különleges ügyosztály (Law & Order: Special Victims Unit) (2001, négy epizódban)
- Ügyvédek (The Practice) (2003, egy epizódban)
- Maffiózók (The Sopranos) (2006, három epizódban)
- Archer (2013–2006, kilenc epizódban)